# Carmen Martín
Carmen Martín Berenguer (Roquetas de Mar, 1988. május 29. –) olimpiai-és világbajnoki bronzérmes spanyol válogatott kézilabdázó, jelenleg a svéd élvonalbeli IK Sävehof játékosa.

## Pályafutása
Carmen Martín 2010-ig játszott a CB Mar Alicante csapatában, és utolsó évében az EHF-kupában is indulhatott. Az akkoriban Spanyolország legerősebb csapatának számító Itxako Navarra-nál két szezont töltött el, ezalatt mindkétszer megnyerték a spanyol bajnokságot, és a kupát. A Bajnokok Ligájában 2011-ben döntőt játszott, de a kétgólos idegenbeli vereség után a hazai mérkőzést egy góllal tudta csak megnyerni csapata, annak ellenére, hogy ezen a mérkőzésen Carmen Martín 10 gólt szerzett.
A Krim Ljubljanában eltöltött két szezonja alatt a szlovén bajnokságot és a kupát is megnyerte, valamint klubjával a Bajnokok ligájában indulhatott, 2013-ban elődöntőt játszott.
A román CSM Bucureștiben 2014-től három szezont játszott. A román bajnoki címek mellett ezzel a csapattal sikerült megnyernie a Bajnokok Ligáját is, amikor 2016-ban a budapesti Final Four döntőjében büntetőkkel legyőzték a Győri Audi ETO KC-t. A legjobb négy közé a következő szezonban is eljutott, csapatának második leggólerősebb játékosa volt, és az All-star csapatba is bekerült. 2017 őszétől a francia Nice Handball játékosa. 2019. nyaratól ismét a román CSM București játékosa.
A spanyol válogatottal bronzérmes lett a 2011-es világbajnokságon, és az All-Star csapatba is beválasztották. Részt vett a 2012-es olimpián, ahol szintén bronzérmes lett. A 2014-es Európa-bajnokságon döntőt játszhatott, de a Norvég csapattal szemben vereséget szenvedtek. Ezen a tornán is tagja volt az All-star csapatnak. A 2016-os Európa-bajnokságon a középdöntőig jutottak, 27 szerzett találatával csapatának legeredményesebb játékosa volt, és újra beválasztották az All-star csapatba.

## Sikerei
- EHF-bajnokok ligája győztes: 2016
  - döntős: 2011
- Spanyol bajnokság győztese: 2011, 2012
- Szlovén bajnokság győztese: 2013, 2014
- Román bajnokság győztese: 2015, 2016, 2017
- Olimpia bronzérmes: 2012
- Világbajnokság bronzérmes: 2011
- Európa-bajnokság ezüstérmes: 2014
- Világbajnokság legjobb jobbszélsője: 2011
- Európa-bajnokság legjobb jobbszélsője: 2014, 2016
- Bajnokok Ligája legjobb jobbszélsője: 2017